# ONCF DM 600
Les DM 600 de l'ONCF marocain constituent une série de locomotives Diesel, évolution du modèle SW 1001 d'EMD (série DI 500) fabriquées au Royaume-Uni.

## Conception
Il s'agit de machines de manœuvres diesel-électriques classiques, le générateur principal de 715 kW alimentant quatre moteurs de traction de 157 kW suspendus par le nez.
Caractéristiques principales du moteur diesel : KTA 38 L
| Type                            | Cumins KTA 38 L                     |
| Sens de rotation                | S.I.H. côté alternateur             |
| Nombre de cylindres             | 12 cylindres en V à 60°             |
| Suralimentation                 | 2 turbos                            |
| Course                          | 159 mm                              |
| Puissance                       | 1100 ch                             |
| Vitesse maxi                    | 100 km/h                            |
| Vitesse moteur diesel           | 1800 tr/min                         |
| Diamètre intérieur des chemises | 158,737 à 158,877 mm                |
| Alésage de tête de bielle       | 61,024 à 60,985 mm                  |
| Ordre d’allumage                | 1R-6L-5R-2L-3R-4L-6R-1L-2R-5L-4R-3L |
| Jeu des soupapes d’admission    | 0,36 mm                             |
| Jeu des soupapes d’échappement  | 0,69 mm                             |

## Service
Les DM 600 assurent les manœuvres lourdes et les remontes dans les divers triages du pays.